# Hranice (okres Cheb)
Hranice (německy Roßbach či Rossbach) jsou nejzápadnější město v České republice, ležící v okrese Cheb, v kraji Karlovarském. Žije zde přibližně 2 100 obyvatel.
Hranice jsou členem a jedním ze zakládajících měst a obcí mikroregionu Přátelé v srdci Evropy. Na území místní části Trojmezí se nachází trojmezí historických zemí; Čech, Bavorska a Saska. Sousedními obcemi sídla jsou Podhradí, Krásná, Aš, Bad Elster, Adorf, Eichigt, Rehau a Regnitzlosau.

## Název
Hranice, které se původně jmenovaly německy Rossbach, získaly své jméno od potoka, který protéká středem města. Ten v počátcích osidlování sloužil k napájení koní (odtud Ross-bach = koňský potok). Kůň pijící z potoka je dodnes součástí městského znaku.

## Historie
Nejstarší písemná zmínka o Hranicích pochází z roku 1413 z kupní smlouvy, kterou Neubergové, jmenovitě Konrád, prodali Zedtwitzům obec Hranice i obce k nim patřící. Neubergové, kteří vlastnili většinu Ašska a mnohé sousední vesnice v dnešním Německu (Sasku i Bavorsku), se dostali na konci 14. století do vážných finančních problémů, a proto většinu svého majetku museli prodat. Zedtwitzové poté ovlivňovali Hranice, stejně jako celé Ašsko, až do druhé světové války.
V roce 1542 bylo do Hranic zavlečeno luteránství, které do několika let zcela asimilovalo místní obyvatele. Roku 1549 byly Zedtwitzké majetky věnovány plavenskému hraběti Jindřichu IV. Jan Lucemburský tak pánům z Plavna ukázal jeho vděčnost za to, že plavenští stáli během Šmalkaldské války na jeho straně. Ašsko ale stále zůstávalo zedtwitzkým lénem. Plavenští však drželi Ašsko jen do roku 1557, kdy ho král Ferdinand I. znovu připojil k zemím koruny české.
Od roku 1591 začali Zedtwitzové vydávat v Hranicích první cechovní oprávnění. Prvními oficiálními řemesly se stali křejčovství, obuvnictví, mlynářství, zednictví, tesařství a tkalcovství. V roce 1633 vypukl na Chebsku černý mor, který si vyžádal i v Hranicích 40 životů. Během 17. století, kdy se v českých zemích šířila rekatolizace, odvolávali se Zedtwitzové na práva, která jim byla dána, konkrétně na svobodu vyznání. Císař však nepovolil žádné výjimky, a v roce 1629 museli evangeličtí duchovní opustit jak Hranice, tak Aš. V roce 1648 ovšem Zedtwitzové využili podmínek daných vestfálským mírem a přivedli do Hranic, Aše a Podhradí zpět evangelické faráře.
V roce 1822 byla postavena nová škola. Roku 1850 zde byl otevřen poštovní úřad a v roce 1868 založen spolek dobrovolných hasičů. Dne 1. března 1913 byly založeny místní noviny. V roce 1881 byly Hranice povýšeny císařem Josefem I. na městys.

### Průmyslová revoluce
Počátkem 19. století se v Hranicích začal rozvíjet textilní průmysl. V roce 1806 patřily výrobny v Hranicích k nejsilnějším v Čechách, a dokonce předstihly i město Aš. To trvalo jen do roku 1840, kdy rozkvět textilního průmyslu v Hranicích v podstatě končí. Rada Hranic totiž zamítla, aby plánovaná silnice z Chebu do Plavna vedla přes jejich obec. Obávali se totiž, že během případné další války by armády proudily skrz Hranice, stejně jako tomu bylo již několikrát v minulosti. Toto rozhodnutí bylo však velmi nešťastné, protože bez silničního a železničního spojení nebylo možné vyvážet výrobky do světa. Hraničtí se snažili zachránit alespoň úlomek výroby, a tak tkali pro exotické země, jako Turecko, Indie a země v Africe a Asii. Toto však netrvalo dlouho. Od roku 1892, za pomoci strategie ministra obchodu Kerbera, se v hranických továrnách začali vyrábět také ubrusy, záclony a později i koberce. V roce 1885 byl zprovozněn úsek železnice Aš-Hranice, a v roce 1906 úsek Hranice-Adorf. Železnice hodně pomohla zdejšímu průmyslu, ale již nikdy nevrátila jeho stav z počátku 19. století.

### První a druhá světová válka

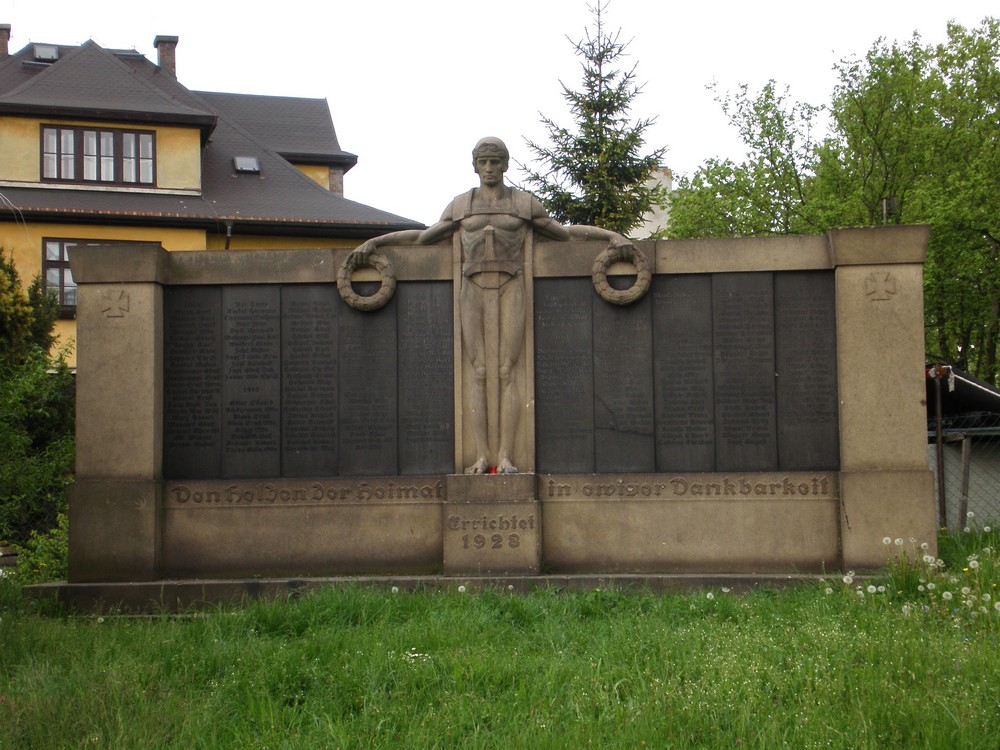
Památník první světové války před evangelickým kostelem

První světová válka Hranice v podstatě zničila. Přinesla bídu, hladomor a utrpení. Lidé nedostávali hlavní potraviny někdy i celé dny a ostatní potraviny a hygienické potřeby se do Hranic nedostaly i celé měsíce. Byly vyhlašovány sběry kovů, které byly prodávány, a za získané prostředky bylo nakupováno jídlo. Ve válce padlo přes 200 místních občanů.
Sílící hnutí ašského Konráda Henleina mělo velký vliv i na Hranice. Zde se také začal formovat Sudetendeutsche Heimatfront (SHF), a celé Ašsko bylo poté Henleinem předáno Hitlerovi ještě před podepsáním Mnichovského diktátu.
Dne 5. března 1945 zde byl při návratu z bombardování Saské Kamenice sestřelen bombardovací letoun patřící 153. bombardovací squadrony Royal Air Force. Na místě dopadu (na okraji Farského lesa) je pomník.
Dne 18. dubna 1945 vstoupila 1. pěší divize americké armády pod velením generála Clifta Andruse do ašského výběžku právě přes Hranice; jiné zdroje uvádějí, že se jednalo o průzkumnou četu 358. pluku 90. pěší divize (90th Infantry Div.) XII. Sboru Třetí armády.  Hranice, jako první obec v Československu kapitulovala americkým vojskům během odpoledne. Kapitulace se však neobešla bez varovné dělostřelecké palby, která zničila jednu z hranických továren a při které 4 lidé zemřeli. Po obsazení Hranic se Američané vydali 20. dubna do Aše. V roce 1945 následovalo odsunutí německého obyvatelstva na německá území a osidlování obce Čechy z vnitrozemí, Slováky a českými a slovenskými Rumuny.
V letech 2009–2010 získaly Hranice peníze na několik let plánovanou realizaci obchvatu města, která byla nutná hlavně kvůli vysoké intenzitě dopravy dopravě k hraničnímu přechodu Hranice/Ebmath. V roce 2012 byla dokončena revitalizace středu města. Z evropských dotací bylo rekonstruováno hranické náměstí TGM, které bylo citelně dotčeno poválečnými demolicemi a chátráním budov a jehož stav byl již neúnosný.

## Přírodní poměry
Město Hranice leží v údolí, v nejsevernějším cípu Ašského výběžku devět kilometrů severozápadně od Aše. Na severu a na východě sousedí se saským zemským okresem Fojtsko (katastrální území města Bad Elster a obce Eichigt) a na západě s bavorským zemským okresem Hof (katastrální území města Rehau a obce Regnitzlosau).
Do katastrálního území Hranice u Aše zasahuje část národní přírodní památky Bystřina – Lužní potok.

## Obyvatelstvo
Při sčítání lidu v roce 1921 zde žilo 3 936 obyvatel, z toho bylo 12 Čechoslováků, 3 624 obyvatel bylo německé národnosti a 300 bylo cizozemců. K římskokatolické církvi se hlásilo 343 obyvatel, 3 560 k evangelické, dva k jiné církvi a 31 bylo bez vyznání.
| Rok            | 1869  | 1880  | 1890  | 1900  | 1910  | 1921  | 1930  | 1950  | 1961  | 1970  | 1980  | 1991  | 2001  | 2011  | 2021  |
| -------------- | ----- | ----- | ----- | ----- | ----- | ----- | ----- | ----- | ----- | ----- | ----- | ----- | ----- | ----- | ----- |
| Počet obyvatel | 3 652 | 3 823 | 3 703 | 4 039 | 4 518 | 3 936 | 4 283 | 2 503 | 1 940 | 2 083 | 2 052 | 1 884 | 1 850 | 1 697 | 1 643 |
| Počet domů     | 364   | 409   | 424   | 462   | 543   | 572   | 700   | 605   | 434   | 376   | 347   | 366   | 404   | 431   | 446   |

| Rok            | 1869  | 1880  | 1890  | 1900  | 1910  | 1921  | 1930  | 1950  | 1961  | 1970  | 1980  | 1991  | 2001  | 2011  | 2021  |
| -------------- | ----- | ----- | ----- | ----- | ----- | ----- | ----- | ----- | ----- | ----- | ----- | ----- | ----- | ----- | ----- |
| Počet obyvatel | 5 982 | 6 296 | 6 047 | 6 568 | 7 281 | 6 357 | 6 922 | 3 160 | 2 417 | 2 496 | 2 428 | 2 280 | 2 266 | 2 096 | 1 643 |
| Počet domů     | 644   | 743   | 774   | 835   | 952   | 981   | 1 165 | 885   | 539   | 477   | 435   | 456   | 509   | 545   | 565   |

## Městská správa

### Části města
- Hranice
- Pastviny
- Studánka
- Trojmezí

### Městské symboly
Znak a vlajka byly městu uděleny rozhodnutím předsedy Poslanecké sněmovny Parlamentu České republiky dne 8. listopadu 2016.
ZnakModro-zeleně dělený štít. Nahoře stříbrný kůň se skloněnou hlavou, stojící na dělicí linii. Dole stříbrné kosmé vlnité břevno. Podoba znaku je v souladu s jeho návrhem z roku 1988. Znak je mluvící ve vztahu k původnímu německému pojmenování obce „Rossbach“ – „Koňský potok“.
VlajkaList tvoří dva vodorovné pruhy, modrý a zelený, v poměru 3:2. Na horním okraji zeleného pruhu stojí bílý kůň se skloněnou hlavou. Z první třetiny horního okraje zeleného pruhu vychází kosmý bílý pruh do třetí třetiny dolního okraje listu. Vlajka opakuje podobu znaku.

## Doprava

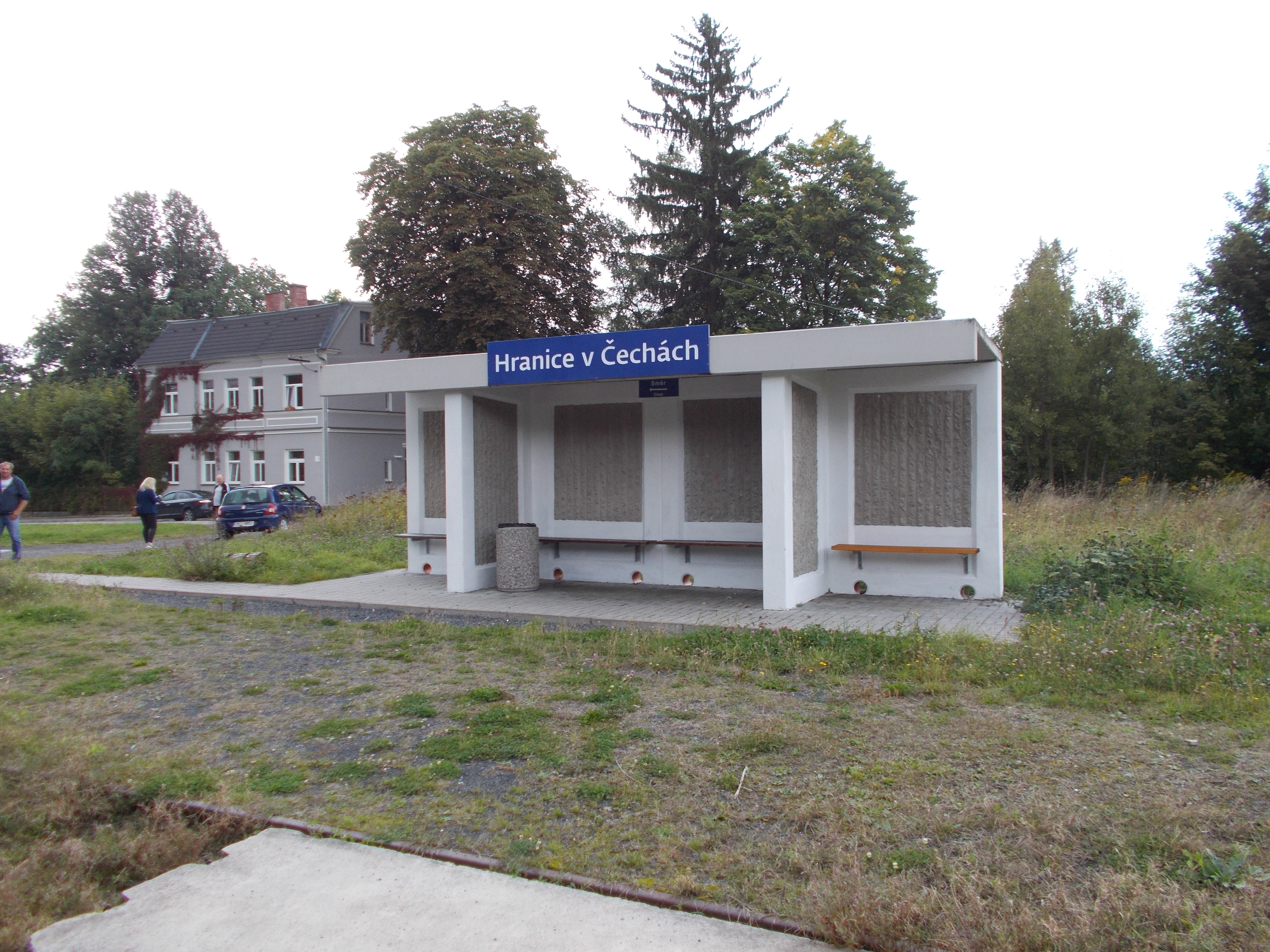
Hranické nádraží

### Silnice
Do Hranic vede hlavní silnice z Aše. Z Hranic poté vede silnice do místních částí Trojmezí, a další do Pastvin a Studánky. Další dvě silnice vedou do německého Saska. První do německé vesnice Ebmath, druhá do města Bad Elster. Obě silnice byly v roce 2008 otevřeny jako dopravní hraniční přechody v rámci schengenského prostoru.

### Železnice
Železniční stanice Hranice v Čechách je poslední stanicí na trati Cheb – Hranice v Čechách. Jedná se o nejzápadněji položenou železniční stanici v Čechách.
V roce 1885 byla postavena železnice z Aše do Hranic, následovala trať z Hranic do saského Adorfu, aby pomohla zachránit místní textilní průmysl, neboť do Saska se zboží vozilo komplikovaně. V červenci 1898 byla ve Vídni předložena technická zpráva ke stavbě železnice z Hranic do Adorfu a v listopadu 1998 byla uzavřena smlouva s tím, že saská strana se bude podílet na nákladech na stavbu. Rovněž bylo dohodnuto vybudování nového nádraží v Hranicích, severozápadně od stávajícího. V roce 1905 byla stavba zahájena a v roce 1906 úsek Hranice-Adorf dokončen. První pravidelný vlak z Aše do Adorfu vyjel 18. září 1906. Tento úsek však byl po druhé světové válce uzavřen, na německé straně byly v průběhu času některé úseky kolejí dokonce odstraněny. V roce 2014 byla budova hranického nádraží zbourána a nahrazena typizovaným betonovým přístřeškem.

## Služby

### Sociální a zdravotní péče
V Hranicích se nachází zdravotní středisko, na kterém pracuje stálý lékař, a další v jednotlivých dnech dojíždějí z Aše a z Chebu. V centru obce se nachází jedna lékárna, další poté na hraničním přechodu s obcí Ebmath. V části Krásňany se nachází domov důchodců.

### Školství
V Hranicích již přes sto let funguje základní škola a mateřská škola. Ty jsou pro děti z Hranic i z přilehlých vesnic – Studánky, Trojmezí a Pastvin.

### Kultura
Hranice mají vlastní knihovnu. Základní škola vytvořila divadelní spolek M+M, který svá představení uvádí i mimo Ašsko. Přímo v obci se nachází sedm restauračních zařízení. Nejznámější je patrně restaurace U koně na náměstí, která má velmi dlouhou historii. Sport zastupuje TJ SU Hranice, která má střídavě kolem 100 členů. Prvořadou disciplínou je fotbal, další třeba tenis.

## Pamětihodnosti

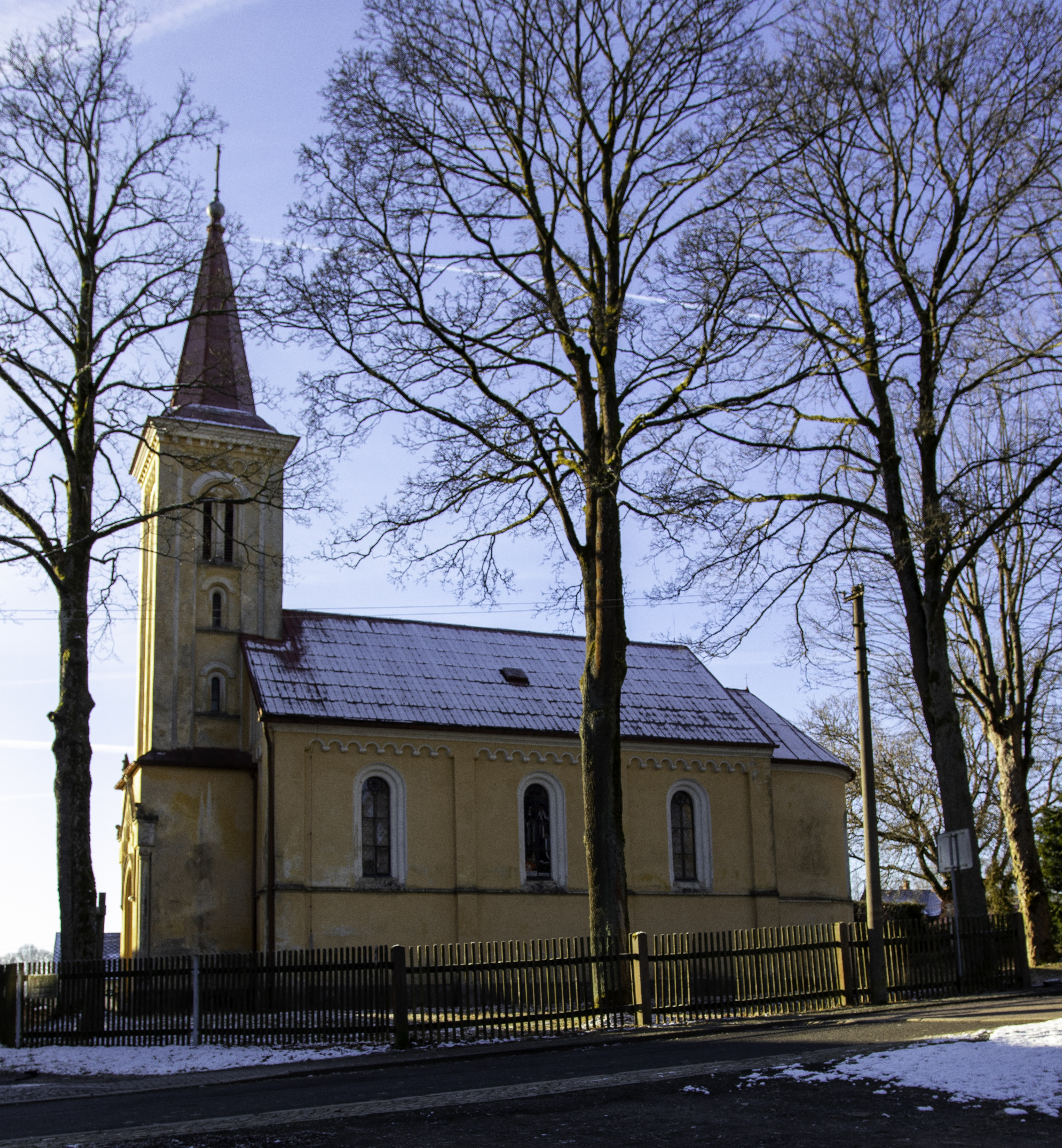
katolický kostel Navštívení Panny Marie v Hranicích

- evangelický kostel sv. Martina, původně jako katolická kaple postaven ve 14. století
- katolický kostel Navštívení Panny Marie z roku 1894
- památník obětem války v roce 1866
- velký památník padlým v první světové válce
- památník zřícenému letounu RAF

## Zajímavosti
- Hranice navštívil 29. října 1702 Josef I., pozdější císař římský a král český a uherský (s manželkou Amálií Vilemínou).
- Dne 28. října 1918 byl vyhlášen samostatný československý stát. Tato událost však obec nezasáhla, neboť ji němečtí nacionalisté nebrali v potaz. Obec byla obsazena 24. prosince 1918 plzeňským 35. pěším plukem, takže se i zde od tohoto dne uplatnila československá svrchovanost.[15]